# Nielsen Company
Nielsen Company este un conglomerat americano-olandez, cu sediul la New York, prezent în peste 100 de țări.
Grupul deține compania Nielsen NetRatings, cea mai mare companie de măsurare a audiențelor online, compania de audit TV Nielsen Media Research și compania de cercetare de piață ACNielsen. Din grupul Nielsen mai fac parte publicațiile Billboard, The Hollywood Reporter, IT Week, AdWeek și Vnunet.com.
Grupul Nielsen organizează anual premiile Clio pentru creație publicitară.
Număr de angajați în 2009: 36.000
Cifra de afaceri în 2008: 5 miliarde USD

## Nielsen în România
Compania este prezentă și în România, unde a avut o cifră de afaceri de 3,4 milioane de euro în anul 2009.